# ソ・ラ・ノ・ヲ・ト
『ソ・ラ・ノ・ヲ・ト』は、A-1 Pictures制作の日本のテレビアニメ。2010年テレビ東京系列で放送された。全12話＋番外編2話。略称は「ソラヲト」。テレビ東京とアニプレックスが展開するオリジナルアニメプロジェクト「アニメノチカラ」の第1弾作品である。

## あらすじ
遙か未来、大断絶と呼ばれる戦争によって大地は荒廃し、海からは魚が消え、幾つもの国と言語が消滅した。そして、現代世界が半ばおとぎ話となり、世界の様相も国も人種も、今とは全く異なる状況になった世界。
空深カナタは幼少のころ、廃墟で迷子になっていたところをトランペットを手にしていた女性兵士に救われる。ラッパ手に興味を抱き、軍に入隊すればトランペットを吹けると勘違いして軍への入隊を決心したカナタは成長し、トロワ州セーズの街の駐留部隊であるヘルベチア共和国陸軍第1121小隊に配属される。長きにわたるヘルベチア共和国と正統ローマ帝国との戦争が暫定的に休戦して半年、カナタが水かけ祭りの日にセーズに赴任するところから物語が始まる。カナタは赴任当日に寄り道をして水かけ祭りに巻き込まれ、1121小隊の上司であり後のラッパの師となる和宮リオと出会うことになる。
1121小隊が駐屯する「時告げ砦」は、ノーマンズランドに接する辺境の砦ということもあって戦略的に重視されておらず、隊員はカナタを含めてたった5人の若い女性のみ。規律も緩く、唯一の保有戦力である多脚戦車「タケミカヅチ」は壊れていて走行不可能という状況である。刻々と悪化していく敵対国・正統ローマ帝国との関係といった世界情勢をよそに、物語はたまに起こる日常的な事件に対処しつつも、任務らしい任務もない平穏な日々や、セーズの街の人々との交流、最初は下手であったが次第に上達していくカナタのラッパ、少しずつ進められる多脚戦車タケミカヅチの修理といった日常の出来事を描いていく。
その過程で、滅亡に瀕している世界の様相や、さまざまな事情や暗い過去を抱えた1121小隊の女性隊員たちの素性、かつてカナタが出会ったトランペットの女性兵士の正体の謎といった、伏せられていた事実も明かされていく。やがてカナタは、憧れていたトランペットの女性兵士の正体がヘルベチア共和国の公女イリア・アルカディアという人物であり、2年前に故人となっていることや、リオの腹違いの姉であったことを知る。そして同時に、大公の妾腹の子であるリオは悪化していく国際情勢を食い止めるため、政略結婚の了承を決意し、カナタにトランペットを託して時告げ砦を去る。
リオが砦を去った後のある日、見回りの任務中であったカナタらは、山中で行き倒れていた正統ローマ帝国の女性兵士を保護する。おりしもヘルベチア共和国と正統ローマ帝国の戦端が、辺境の地であるはずのセーズの近くで開かれようとしており、時告げ砦にはタカ派で残忍な軍人として知られるホプキンス大佐率いる部隊が、捕虜の引渡しを求めてやって来る。その引渡しを拒否したことで、時告げ砦は剣呑な空気に包まれるが、優れた聴覚を持つカナタははるか遠くからの停戦信号のラッパを耳にする。それは正統ローマ帝国皇帝の婚約者となったリオからの、ローマとの講和がなったことを知らせるものだった。カナタはこの信号を開戦直前の戦線まで届けることを決意する。
これまで築きあげてきたセーズの人々との人脈や、修復が完了したタケミカヅチの獅子奮迅の働きもあり、1121小隊の仲間たちはホプキンスの妨害を蹴散らし、今まさに戦端が開かれようとしている戦場にたどり着いて、停戦を呼びかけるトランペットを吹き鳴らす。両国の兵士を止めたのは、かつて公女イリアがカナタを助けてくれた時に吹いてくれた曲「アメイジング・グレイス」であった。
やがて近衛師団を引き連れてきたリオも到着し、開戦は防がれる。後日になってリオも1121小隊に復帰し、時告げ砦には再びの平穏な日々が戻る。

## 登場人物

### 第1121小隊
第1121号要塞、通称「時告げ砦」に駐屯する戦車小隊。部隊マークはフクロウ。辺境の国境線防衛と警備のために存在してはいるが、国境線の向こうは荒涼とした砂漠が広がるノーマンズランドであることから、戦略的な価値は皆無とみなされている。人数は5名と分隊並の少人数で編成され、主な保有戦力も動かない戦車が一両のみと、おおよそ部隊の体を成していない。そのため、一部からは「ピンクの兵科（ピンクは戦車兵の兵科色）のくせにマトモに動く戦車もない」お荷物部隊とも呼ばれている。小隊長も含めて全員が成人以下の若年兵で、小隊各員が兼職している。
空深 彼方（そらみ かなた） / カナタ
声 - 金元寿子
本作のヒロイン。ラッパ手兼通信士（見習い）兼装填手で、階級は二等兵。15歳。
幼少期に聞いたイリアのトランペットの曲（『アメイジング・グレイス』）に憧れ、軍に入れば音楽が勉強できると思い志願した。性格は明朗活発かつマイペースでやや天然なムードメーカー。そしてちょっとだけドジ。その裏表の無い純粋で素直な性格ゆえに、本人もあずかり知らぬところで周囲に影響を与え、隊のメンバーだけでなく街の人々からも好かれている。口癖は「素敵」で見聞きする出来事に対してよく使う。信号ラッパは街の人々から苦笑されるほど下手だが、遥か遠くの音を聞くことができる程聴覚に優れ、聞いた音の音階を瞬時に言い当てる絶対音感を持つなど、音に対する潜在能力は非常に高い。「タケミカヅチ」の光学センサーで使用されているレンズの成分の含有比率を音で聞き分けることで復元作業を手伝った。
好奇心旺盛で、目に映る様々な出来事にすぐに心を奪われてしまうため、筋金入りの方向音痴ですぐに道に迷う。第13話では自動車運転技術を会得しているが、脇見運転で事故をたびたび起こしかけている。
ちなみに作中でカナタが練習していたラッパ譜は、日本軍のラッパ譜「号音ノ部」に同一。
和宮 梨旺（かずみや りお） / リオ
声 - 小林ゆう
ラッパ手兼通信士で、階級は曹長。17歳。同じラッパ手としてカナタの直属の上司兼指導役、そして良き先輩として公私共にカナタを導く存在となる。
男勝りかつクールな性格で、一見何事にも動じないような芯の強さを持っているが、怪談話、ピーマン、料理が苦手な一面を持ち、酒を呑んで酔うと泣き上戸になる。出会った当初は隊長のフィリシアと対立していた時期もあったようだが、現在は良い補佐役となっている。小隊長に階級が次ぐことから、隊の実務を任されており、日常生活での指示などを出している。
日頃は身分を隠しているが、ヘルベチア共和国大公の妾の子として生まれた大公位継承権第3位保持者（リオ・和宮・アルカディア）である。姉であり、第1公女のイリアから幼少期にトランペットを教わり、ジャズ調の曲を吹けるほどの一流の腕前を持つ。病気の母親が妖しげな僧侶にはまって結局助からず死亡していることから、まじないや宗教に嫌悪感を示す。イリアが亡くなった原因から子供も嫌い。姉の形見である銀の鈴を首から下げている。
物語終盤、暫定休戦後もローマとの間にくすぶり続ける状況を変えるため、ローマ皇帝との婚約を決意して小隊を去った。第12話でホプキンスの暴走を察知して前線へ赴き、未然に開戦を阻止した後は、「戦争を止めた褒美に何でも願いをきく」という正統ローマ帝国皇帝との取引によってヘルベチアに帰還し、少尉に昇進して再び時告げ砦に着任する。
第13話では、失われた文明の飛行技術を復興させて世界中を飛んで巡りたいという自らの夢をカナタに語った。
墨埜谷 暮羽（すみのや くれは） / クレハ
声 - 喜多村英梨
ガンナー（砲手）担当で階級は二等兵（カナタと同階級だが「先任」である）。14歳。黒髪をツインテールにしている。
根は優しくて年相応に怖がりだが、それを素直に認めずに強がる性格（いわゆるツンデレ）。リオやクラウスに憧れている。両親（父は撤退戦で活躍した軍人、母は衛生兵だったとクレハは聞かされている）は既に他界しており、孤児。
小隊メンバーの中では常識人を自負しており、ことあるごとにカナタの天然気味な言動や緩みがちな隊の雰囲気に対してツッコミを入れてはいるが、結局はそのペースに巻き込まれてしまっている。
物語終盤、憧れのリオが小隊を去った後は、自らがリオに代わって隊を律しなければならないという気負いから、ホプキンスに反旗を翻したフィリシアや、開戦を止めるために軍規を逸脱して行動を起こそうとする小隊のメンバー達に最後まで苦言を呈した。しかし、隊を愛し隊を守りたいという思い故に自ら憎まれ役を買って出たその姿勢をフィリシアに優しく抱き止められた時、抑えていた感情が爆発し大粒の涙をこぼした。
酒を飲んでも酔わない体質（いわゆるザル）であり、それが災いして番外編7.5話では周囲が泥酔して大騒ぎする中一人だけ素面という散々な目に遭っている。第13話にて将来の夢は「沢山の人命を救える軍医」と語っている。
BD&DVD2巻に収録された特典CDドラマ<1>では、時告げ砦の前身である学校の女子高生（の幽霊）に取り憑かれたことがある。
寒凪 乃絵留（かんなぎ のえる） / ノエル
声 - 悠木碧
メカニック（機械整備士）兼ドライバー（操縦士）。階級は伍長。左利きの15歳でボク少女。
普段は寡黙で表情の変化も乏しいが、聞かれたことには応え、突発的に冗談も口にする。トラウマを負っている隊長のフェリシアを気に掛ける心優しい面ものぞかせている。小隊の配備戦車「タケミカヅチ」の研究や復元を担当しており、それに情熱を注ぐあまり生活のリズムが不安定で常に寝不足。そのため、昼間に突然所構わず眠ってしまうこともしばしば。
かつては幼少ながらも軍のアカデミーに在籍し、史上屈指の天才少女と言われた。その才能を軍に利用され、旧時代の施設である生物兵器の開発プラントを復元してしまった自らの過去と、それを虐殺に使ったホプキンス大佐に恐怖している。ホプキンス大佐の突然の来訪に加えアーイシャに自身の過去を確認されたことで錯乱、砦中に響き渡る奇声をあげたうえに隠れ場所から飛び出すなど暴走してしまいホプキンス大佐に自身とアーイシャの存在を確信させてしまう。
酒に酔うと性格が豹変し、いつものおとなしい表情も一変して好戦的になる。
フィリシア・ハイデマン
声 - 遠藤綾
第1121小隊の小隊長でコマンダー（戦車長＝小隊指揮官）。18歳で階級は少尉。
常におっとりとした印象であまり指図がましいことはせず、日常生活で隊のメンバーが互いを階級で呼ぶことを禁止したり、自らが率先して軍規に緩い雰囲気を作ろうとしたりと、おおよそ軍人らしからぬ優しい立ち振る舞いが多い。しかし、表情一つ変えずにくじに細工して意図的にリオを街の祭りに参加させたり、ギャングの芝居を打って笑顔で余所者を排除したりと、劇中のクレハの言を借りれば「黒い」ところがある。雷が苦手。
4年前の戦争では第1147小隊の新米戦車乗り（装填手）として参戦したが、ビネンラント戦線で乗っていた戦車アラクネーが被弾して大破し、乗員のうちフィリシア1人だけが生き残った。その時の経験がトラウマとなっている模様。
金髪のロングヘア。眼鏡を掛けた美人。特典CDドラマ<1>によると「幽霊が見える人」らしい。第1147小隊壊滅直後の階級は曹長、第12話では大尉に昇進している。
シュコ
声 - 悠木碧
小隊宿営地に迷い込んできたメスのアフリカオオコノハズク。
第1話でリオの鈴をかすめ取って、結果としてカナタが遭難する遠因を作る。第2話では砦の廃墟に隠れていたため、幽霊騒動を起こす。クレハの発砲の結果、怪我をして保護され第1121小隊のマスコットになる。なお、彼女に「シュコ」と名付けたのはフィリシアである。普通の鳥類にあらざるところもあり、第7・5話にてカルヴァドスを呑むなどの行動も見せている。
リオやフィリシアが配属される以前から時告げ砦にいたようで、本編ではイリアの肩に停まっている写真がある。

### セーズの街

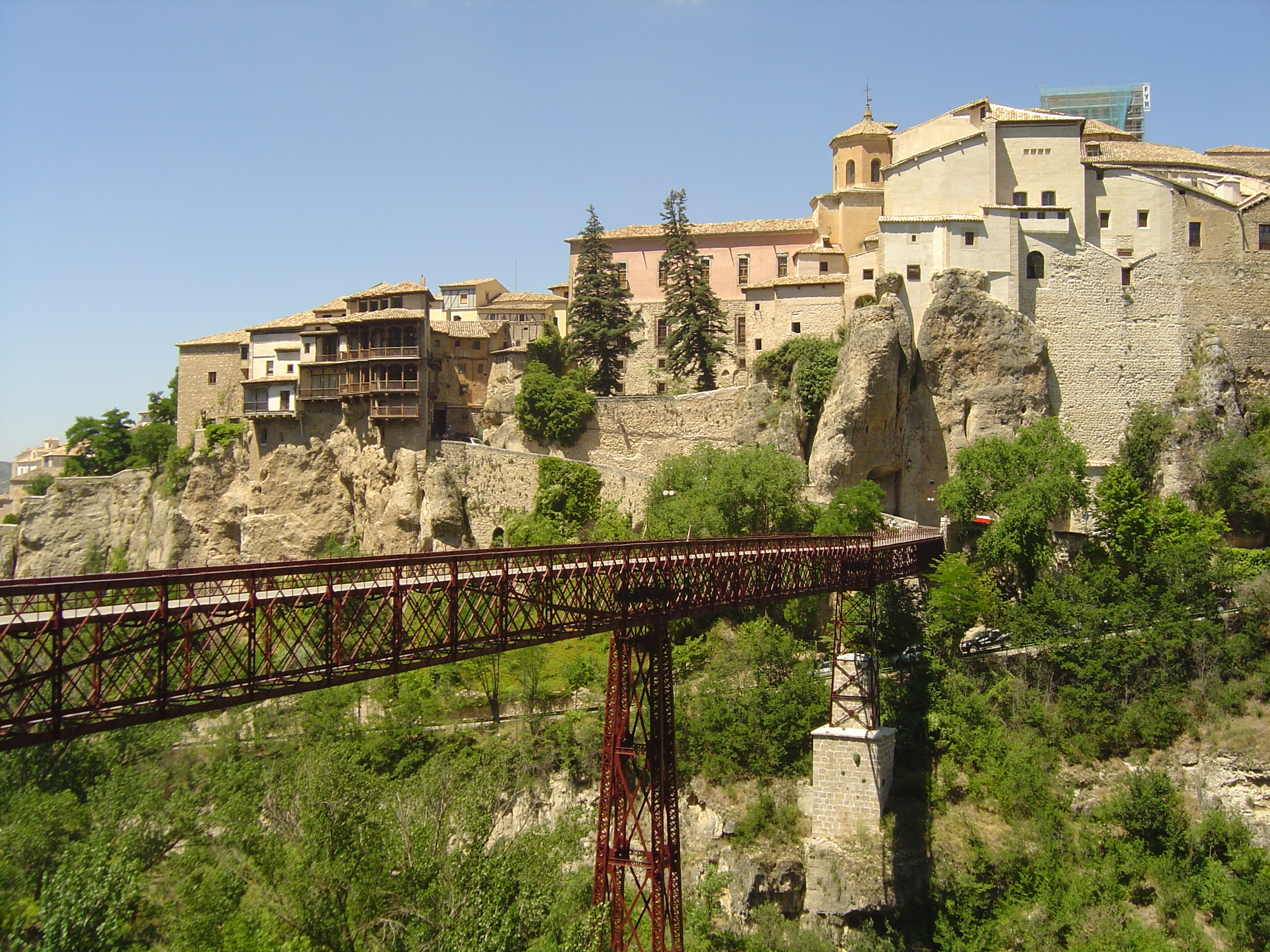
モデルとなったクエンカ

ヘルベチア共和国の辺境、トロワ州に属する山中の渓谷に位置する美しい湖とガラス工芸が盛んな町。悪魔から街の人々を命をかけて救った5人の少女「炎の乙女」の伝説が残っている。第1話では、それを称える春の「水かけ祭り」が行われている最中だった。
祭の間、町中に張られていた紙垂（しで）をつけた注連縄（しめなわ）や、教会は十字を戴いているが、崇めているのは八百万の神であるなど、旧時代の破滅後、文化が混在したことを端的に表している。また、明確な四季があり、山中に鳥居が存在している。時告げ砦の格納庫が体育館であり、砦の使われていない箇所に学校の教室を彷彿させる部屋が存在する等から、地理的には現代で言うところの日本であることが示唆されている。
なお、モデルとなっている都市はスペインのカスティーリャ＝ラ・マンチャ州にある城塞都市クエンカである。
ユミナ
声 - 福圓美里
教会の尼僧。16歳。かつては孤児だった。
教会では簡単な医療も行っているために初歩的な医学知識があり、発熱（作中での病名は三日熱）して倒れたカナタに投薬治療を施した他、銃弾に倒れたアーイシャの治療を行った。施設の子供たちを街に引率しているが、彼らが小隊のメンバーとトラブルを起こし、謝り役になることもしばしば。八百万神の教えに厳格で真面目なため「飲酒は悪徳」と考えているが、第7.5話で酒を呑まされた時は、性格が絡み上戸になった。
茄子が好物。かなり奇天烈な独特の服装センスがあり、第13話では「還俗できれば、仕立屋になるのが夢」とも語っている。行商の娘で各地を回っていた過去があり、敵国語であるローマ語が堪能である。
ナオミ
声 - 八十川真由野
骨董屋「ウィンドミル」の店主でカールの元妻。42歳。第1121小隊の隊員とは親しく、リオのトランペットや鈴の修理を依頼されたり、「タケミカヅチ」の部品探しや密造酒売買（砦の隊員達の副収入源）の仲介をしている。
ミシオ
声 - 高橋まゆこ
教会へ併設された施設へ引き取られた孤児。7歳。明るく元気な少女。カナタがセーズに到着したときに初めて会い、以来仲が良い。父は元軍人で出征し戦死、母は「見えない死神」（旧時代の技術で作られた生物兵器）により亡くしている。セイヤに好意を抱いている。
セイヤ
声 - 平田真菜
ミシオと同じく施設の戦災孤児。6歳。両親の死をきっかけに兵隊が嫌いだが、カナタがユミナから渡された服に着替えた姿を見たときや、リンゴサイダーをご馳走されたときなどから、第1121小隊の隊員には徐々に心を開いている様子が窺える。第13話ではカナタと結婚出来ますように、と絵馬に書いている。
司祭
声 - 石森達幸
優しい性格でユミナや教会の子供達にも慕われている老司祭。かつては教会中枢にいたが、立場を利用して私腹を肥やす聖職者の現状に異を唱えたために疎まれ、セーズへ左遷させられた意外な過去を持つ。
リオの過去を知っており、その身分を看破している。また、生まれた子供にイデア文字の花押を授けるような仕事も役目の一つである。
ジャコット
声 - 京田尚子
カナタが吹く朝の信号ラッパを苦笑しながら見守る老女。山奥にある自分で建てた家に住んでおり、野菜を育てている。
若い頃に商人の若様と恋に落ちた過去を持つ。
カール
声 - 杉野博臣
ヘルベチア国内に5人しかいない「マイスター」の称号を持つガラス職人でナオミの元亭主。ノエルから依頼され、タケミカヅチの光学センサーのレンズの再現に当たっている。ナオミの店にガラス工芸品を卸しており、過去に何かあった模様。カナタはカールから聞いたガラス職人の心得をヒントに、初めて信号ラッパ（ビューグル）を吹くことに成功する。
真理亞 / マリア
声 - 戸松遥
一流の職人を目指してカールに弟子入りし、カールのガラス工房で働く若い女職人。カールとナオミの娘であるが、父のことを「親方」、母を「ナオミさん」と呼ぶ。からっとした気っ風の良い性格。
ミケーレ
声 - 松本大
表向きは行商人だが、裏の顔はセーズに根を張る犯罪組織のメンバー。第1121小隊の密造酒売買に荷担しており、第6話では中央より乗り込んで来たマフィア相手にフィリシア達と一芝居を打つ。

### 第1147小隊
かつてフィリシアが所属していた戦車小隊。ユキコの「アラクネー」以外、僚車が小隊に存在したのかは不明。小隊マークはクワガタ。第1121小隊と同じく女性兵士のみで構成されている。ビネンラント戦線で壊滅したが、第7話の回想シーンに登場する。
ユキコ・ミヤオカ（Yukiko Miyaoka：以下1147小隊姓名綴りは、第7話精霊流しの場面のフィリシアの持つ精霊より）
声 - 植田佳奈
第1147小隊のコマンダー。階級不明だが、部下が少尉なので少なくとも中尉以上。面倒見が良く、マンツーマンでフィリシアを指導したり、部下を「私のあなた達」と呼ぶなど、現在のフィリシアに大きな影響を与えている。特にユキコが教えた「戦車は絶対に一人じゃ動かない。人に頼って、人を助けてはじめて戦える」はフィリシアの座右の銘になった。
ビネンラントの海岸線で旧時代では沢山の生物が海に棲んでいたのを引き合いに出し、世界がゆっくりと破滅に進みつつある事実をフィリシアに告げ、「なら、自分達が何のために戦っているのか」の疑問を口にした。
アンナ・ブルメ（Anna Blume）
声 - 不明（クレジットに名前無し）
ラッパ手。階級は少尉。フィリシアと共にラッパを演奏中、横合いから敵戦車の砲撃を受けて戦死した。
オリガ・Tobtdya（姓読み不明　Oluga Tobtdya）
声 - 不明（クレジットに名前無し）
ガンナー。階級は少尉。色黒で頭をスキンヘッドにしている。
マルチナ・ティラヴィ（Martina Tyravy 名はタイラヴィ読みの可能性あり）
声 - 不明（クレジットに名前無し）
ドライバー。階級は不明。隊長以外はさん付や、階級で呼んでいた他の三人と違い、フィリシアが唯一名を呼び捨てにしているところから、マルチナだけ彼女と同階級かつ同期なのかも知れない。

### その他
イリア・アルカディア
声 - 小野涼子
ヘルベチア共和国の第1公女。故人。近衛師団に配属され、国威発揚を兼ねて部隊を率い各地を訪問、本作の舞台であるセーズの時告げ砦を訪れたこともある。
ビネンラント戦線への増援部隊の指揮官として活躍し、「勝利の女神」などと呼ばれ伝説化されている人物。ビネンラント戦線に到着した折、負傷して地下に閉じ込められていたフィリシアを救出し、腹違いの妹であるリオにトランペットを教え、カナタには『アメイジング・グレイス』を吹いて聞かせるなど第1121小隊の隊員とは縁があり（ただしノエルとクレハについては不明）、作中のキーパーソンとなっている。
存命していたら今も継続している講和交渉が長引くことはなかっただろうと言われており、国民に尊敬され、その死を惜しまれている。ヘルベチア国内に流布している噂では、戦争が続く中、敵国、正統ローマ帝国との早期講和のために同国の皇帝に人質として輿入れすることが検討されていたが、物語の2年ほど前に川で溺れそうになった子供を救おうとして亡くなったことで政略結婚案が立ち消えになり、講和が流れた、と言われている。
またゲーム版のオリジナルキャラクター・キリエとも親友であった旨がキリエから語られている。
クラウス
声 - 石塚運昇
部隊間の伝令を主に担当する古参の連絡将校（士官）で側車（サイドカー）付きオートバイを操る。階級は少佐。51歳。勤続年数が長いだけの普通の通信兵だが、3日間飲まず食わずで砂漠を横断して敵の砦を奪取し「砂漠の狼」「ミラクル・クラウス」と称された英雄的人物と名前と背格好が同じことから、クレハからは本人だと勘違いされている。
第12話ではリオの傍らで旗手を務めた。第13話で語る将来の夢は「退役したらでっかい田圃で米を作り、腹一杯食べる」こと。
ヘルベチア大公
声 - 高岡瓶々
ヘルベチア国家元首にしてリオの父。辺境へ母を追いやり、見殺しにしたとしてリオには「あの男」扱いされ、嫌われている。度々、時告げ砦へ親書を送るも無視され続けていたが、遂に第8話でホットラインを用いてリオへ「ヘルベチアを救ってくれ」と直談判する。
ホプキンス
声 - 内田直哉
近衛第一師団第9独立機動部隊長。階級は大佐。冷酷な人物で「敵は滅ぼさなければならない」と考えているタカ派。ノエルを利用して復元した旧時代の生物兵器「見えない死神」を使い、3つの街を一夜で全滅させたことから「ビネンラントの鬼神」の異名を持つ。
アーイシャ・アルドーラ
声 - 宮原永海
正統ローマ帝国陸軍の女性兵士。階級は曹長。アラブ系の名（「アーイシャ」参照）、浅黒い肌、額のビンディーが特徴。軍務が含まれていたかどうかは不明だが、ローマ側の伝説にある「黙示録の天使」（ヘルベチア側の伝説では「地上を滅ぼした悪魔」）の化石を見るためにセーズへやってきて、崖から滑落し怪我を負い気を失っているところをカナタとクレハに発見され、時告げ砦に保護された。
祖母は時告げ砦所属のヘルベチア兵だったが、東部戦線で捕虜として正統ローマ帝国に連れて行かれ、祖父と出会い結婚したらしい。ヘルベチア語は話せないが「見えない死神」に関係するとしてノエルの名前を知っていた。保護されたときの所持品に信号ラッパがあり、カナタとノエルの前でトランペットで『アメイジング・グレイス』の一節を吹いてみせた。
第12話でホプキンスの部下に撃たれ重傷を負うが、フェリシアによりタケミカヅチへ同乗させて時告げ砦を脱出。正統ローマ帝国とヘルベチア共和国との間で講和が成立した後に帰国。その後も第1121小隊との交流が続いており、ノエル宛の手紙には「元気でトランペットの練習をしている」旨が書かれていた。
軍曹とその仲間
声 - 利根健太郎（兵士A＝軍曹）、岩崎正寛（兵士B）、松尾大亮（兵士C）
第1話でカナタと共に軍用列車に乗っていた下士官達。貨車の車内で車座になり花札風のゲームで遊んでいた。セーズへ赴任するカナタへキャラメルを与え、途中でローカル線に乗り換えるカナタを激励して送り出す。後に第12話にも前線へ動員されて登場し、戦端を開く前に「あのお嬢ちゃん」（カナタ）のことを思い出して、戦争に巻き込まれるのを気遣っていた。
兵士
声 - 大黒和広
第7話に登場。大断絶前の亡霊兵士。ビネンラントの地下街でミイラ化して座り込んだ状態で、小隊壊滅でただ一人生き残ったフィリシアと邂逅。亡霊として語りかける。
フィリシアに旧時代を滅ぼした「あいつら」に負け、旧世界を護れなかったことを詫びた上で、人類が滅んで行く未来を予言し「世界が昔の繁栄を取り戻すのは不可能。この残り滓の様な世界で、絶望の中で生き伸びるのに意味はあるのか？」を問うた。
壁に遺言を書き残していたが、イデア文字だったのでフィリシアには読めなかった。後日、セーズの「フィーエスタ・デュ・ルミエール（お盆）」の日にフィリシアへ姿を見せている。

## 登場メカ
大断絶の後に航空機や無線など多くのテクノロジーは失われ、技術後退が顕著だが、歩行多脚戦車など旧時代の一部の技術は受け継がれている。ただし最新技術は軍事優先で、一般庶民が利用出来るのは蒸気機関やガソリン車など、概ね20世紀前半のテクノロジーであり、一般的に市民生活はほとんど電化されておらず、時告げ砦でも石油ランタンや七輪が利用されていた。
タケミカヅチ
ヴェクタ零式6脚歩行戦車「タケミカヅチ」。旧時代の技術の遺物であり、ヘルベチア共和国内に10輌と残っていない高性能多脚戦車。主砲、副砲、5連装スモークディスチャージャー×2、8連装ミサイルポッド×2、ワイヤーランチャーを装備。昆虫の肢のような細長い6脚による高い機動性とビルの壁をよじ登れる走破性、至近距離からの砲弾にも耐える耐弾性能を誇り、自重軽減システムやフィールドバリアシステムなど、 この時代から見ればオーバーテクノロジーも多数装備している。第1121小隊へ配備されている機体は脚部や光学センサーなど多数の部品を欠いており、復元途中の状態にあった。塗装は緑。
物語本編において少しずつ復元作業が進められていく様子が描かれ、第9話では脚部がない状態でクレハとクラウスの救出に使用され、物語終盤の第11話ではノエルやナオミ達の尽力によって実戦に使える状態にまで復元された。第12話ではヘルベチアとローマの開戦を阻止すべく第1121小隊の手によって出撃、大部隊の集中砲火を物ともせずカナタ達を目的地へ送り届ける大役を果たした。
第7話で旧時代の亡霊が語る回想には、市街地で大量の本車が「旧時代を滅ぼした敵」（視界外におり、明確な姿形は描写されず）と戦闘を行うシーンがある。
アラクネー
ヘルベチア共和国の4脚式多脚戦車。タケミカヅチを真似て作られたが、その性能はタケミカヅチには遠く及ばない。
技術後退により砲塔旋回など手動式の部分も多い。砲弾は成形炸薬弾など数種が用意されている。塗装は緑だが、赤い近衛師団カラーもある。
ローマ帝国軍戦車
共和国軍のアラクネーに相当する4脚式多脚戦車。旧時代のM11/39中戦車やM3中戦車のように、車体前部の砲郭に直接マウントされた主砲が特徴。車体上部には副砲塔がある。

## スタッフ
- 原作 - Paradores[3]
- 監督 - 神戸守[3]
- シリーズ構成・脚本 - 吉野弘幸
- キャラクター原案 - 岸田メル[3]
- キャラクターデザイン・総作画監督 - 赤井俊文
- セットデザイン - 青木智由紀
- プロップデザイン - 北田勝彦[3]
- メカニックデザイン - 石垣純哉[3]
- 色彩設計 - 中島和子[3]
- 美術監督 - 甲斐政俊[3]
- 撮影監督 - 尾崎隆晴
- 音響監督 - 清水勝則
- 編集 - 瀬山武司
- 音楽 - 大島ミチル[3]
- プロデューサー - 横山朱子、和田慎之介
- アニメーションプロデューサー - 清水暁
- エグゼクティブプロデューサー - 川崎由紀夫、勝股英夫、落越友則
- チーフプロデューサー - 東不可止、越智武
- 制作 - A-1 Pictures[3]
- 製作 - 第1121小隊（アニプレックス、テレビ東京）

## 主題歌
オープニングテーマ「光の旋律」
作詞・作曲・編曲 - 梶浦由記 / 歌 - Kalafina
エンディングテーマ「Girls, Be Ambitious.」
作詞 - 磯谷佳江 / 作曲・編曲 - 日暮和広 / 歌 - 戸松遥
挿入歌「Servante du feu」
作詞 - Matthieu Ladouce / 作曲・編曲 - 大島ミチル / 歌 - Matthieu Ladouce
以上のほかに主題歌ではないが、『アメイジング・グレイス』がライトモチーフ的な役割を持ち、作中でたびたび登場する。多くはトランペット独奏だが、「タケミカヅチ」の出力装置による再生（管弦楽版）や、キャラクターによる歌唱や鼻歌でも奏された。

## 各話リスト
| 話数           | サブタイトル             | 絵コンテ          | 演出       | 作画監督                   |
| -------------- | ------------------------ | ----------------- | ---------- | -------------------------- |
| 第1話          | 響ク音・払暁ノ街         | 神戸守            | 神戸守     | 赤井俊文                   |
| 第2話          | 初陣・椅子ノ話           | 神戸守            | 田中孝行   | 長谷川友香 中野良一        |
| 第3話          | 隊ノ一日・梨旺走ル       | 福島利規          | 福島利規   | 上田峰子                   |
| 第4話          | 梅雨ノ空・玻璃ノ虹       | 神楽坂時市        | 田辺泰裕   | 愛敬由紀子 木村智          |
| 第5話          | 山踏ミ・世界ノ果テ       | 藤森かずま        | 伊藤祐毅   | 川崎愛香                   |
| 第6話          | 彼方ノ休日・髪結イ       | 池添隆博          | 三浦陽     | 中路景子                   |
| 第7話          | 蝉時雨・精霊流シ         | 松尾慎            | 松尾慎     | 河合拓也                   |
| 番外編 第7.5話 | 饗宴・砦ノ戦争           | 渡邊哲哉 京極尚彦 | 渡邊哲哉   | 愛敬由紀子                 |
| 第8話          | 電話番・緊急事態ヲ宣言ス | 大久保富彦        | 大久保富彦 | 徳田夢之介                 |
| 第9話          | 台風一過・虚像ト実像     | 青井小夜          | 青井小夜   | 野田康行                   |
| 第10話         | 旅立チ・初雪ノ頃         | 鎌倉由実          | 藤本ジ朗   | 関口雅浩                   |
| 第11話         | 来訪者・燃ユル雪原       | 平川哲生          | 平川哲生   | 河合拓也 森光恵 毛利志乃舞 |
| 第12話         | 蒼穹ニ響ケ               | 神戸守            | 神戸守     | 赤井俊文                   |
| 番外編 第13話  | 空の音・夢ノ彼方         | 神戸守            | 神戸守     | 赤井俊文                   |

- 各話の予告は、放送では1枚絵とタイトルコールのみだが、公式サイトではコミカルな内容の動画版を見ることができる。
- 番外編はテレビ未放映、BD&DVD限定エピソード。

## BD&DVD
全7巻。1巻に付き2話収録。第7.5話は第4巻に収録、第13話は第7巻に収録。
完全限定生産版には、各巻に付き特典CDが付属。

## 放送局
| 放送地域   | 放送局           | 放送期間                | 放送日時           | 系列               | 備考                                              |
| ---------- | ---------------- | ----------------------- | ------------------ | ------------------ | ------------------------------------------------- |
| 関東広域圏 | テレビ東京       | 2010年1月4日 - 3月22日  | 月曜 25:30 - 26:00 | テレビ東京系列     | 製作局                                            |
| 愛知県     | テレビ愛知       | 2010年1月6日 - 3月24日  | 水曜 25:58 - 26:28 | テレビ東京系列     |                                                   |
| 大阪府     | テレビ大阪       | 2010年1月8日 - 3月26日  | 金曜 26:35 - 27:05 | テレビ東京系列     |                                                   |
| 日本全域   | ShowTime         | 2010年1月11日 - 3月29日 | 月曜 12:00 更新    | インターネット配信 | 最新話のみ会員無料配信 バックナンバー有料配信あり |
| 日本全域   | あにてれしあたー | 2010年1月12日 - 3月30日 | 月曜 12:00 更新    | インターネット配信 | 放送連動配信 最新話1週間無料 第1話のみ火曜更新    |
| 日本全域   | AT-X             | 2010年1月12日 - 3月30日 | 火曜 8:30 - 9:00   | CS放送             | リピート放送あり                                  |
| 滋賀県     | びわ湖放送       | 2010年4月5日 - 6月21日  | 月曜 26:00 - 26:30 | 独立UHF局          |                                                   |

## 漫画
神馬耶樹による漫画版が『月刊コミック電撃大王』2010年1月号から2011年8月号まで連載され、後に単行本化された。
- 神馬耶樹 『ソ・ラ・ノ・ヲ・ト』 アスキー・メディアワークス〈電撃コミックス〉、全2巻
  1. ソ・ラ・ノ・ヲ・ト〈1〉 2011年6月26日初版発行、ISBN 978-4-04-868685-3
  2. ソ・ラ・ノ・ヲ・ト〈2〉 2011年7月20日初版発行、ISBN 978-4-04-870629-2

アニメ本編との相違点としては、メインストーリーに関わらないエピソード、台風やジャコットの話は丸ごと、旧世代の亡霊が語るフェリシアの悪夢や、電話番するカナタの話は一部エピソードが割愛されている。他にアーイシャ捕獲時にリオがまだ時告げ砦を去っておらず、第1121小隊の面々とアーイシャが「翼ある天使の化石」を目撃する。クラウスが愛車がサイドカーではなく車である、などがある。また、限られた話数を生かすべく、一部、アニメ第13話に提示された「各人の夢」に関する要素が、第11話から第12話に当たる物語へ挿入されている。

## Web動画
主人公カナタ役の金元寿子が、体当たりで役作りに挑戦する姿を動画配信するコンテンツ『ソラヲトTV♪』。テレビアニメ公式サイトで配信された。全8回。

## ラジオ
『アニチカラジオ ソ・ラ・ヲ・トでいいカナ』と題し、『ANI-COM RADIO 〜フジワラでいいカナ〜』内の箱番組枠「アニチカラジオ」にて配信（全3回）。
本作キャストも同番組のゲストパーソナリティとして出演した。
1. 2009年12月22日配信分 - 金元寿子（空深彼方役）
2. 2010年1月27日配信分 - 小林ゆう（和宮梨旺役）
3. 2010年2月24日配信分 - 金元寿子（空深彼方役）

## ゲーム
PlayStation Portable用ゲームソフト『ソ・ラ・ノ・ヲ・ト 乙女ノ五重奏』（ソ・ラ・ノ・ヲ・ト おとめノクインテット）が、2010年5月27日にコンパイルハートより発売された。
時系列はアニメ版の物語終了直後。後に「セーズ危機」と名付けられたあの事件後、セーズの街で停戦を祝した祭りが行われることになり、それに至るまでの12日間が描かれる。また、ゲーム版のオリジナルキャラクターとしてキリエ（声 - 井上麻里奈）が登場し、第1121小隊の面々と関わっていくことになる。

## 備考
『ソ・ラ・ノ・ヲ・ト』は、Yahoo!アバター、ちぷやタウンといったコミュニティのアバターにアイテムが登場していた。